# حوزه الباردون
حوزه الباردون (به اسپانیایی: Albardón Department) یک سکونتگاه مسکونی در آرژانتین است که در ایالت سن خوآن (آرژانتین) واقع شده‌است.